# Trèves (Maine-et-Loire)
Trèves is een plaats en voormalige gemeente in het Franse departement Maine-et-Loire in de regio Pays de la Loire. De plaats maakt deel uit van de gemeente Gennes-Val-de-Loire het arrondissement Saumur.

## Geschiedenis
In 1839 fuseerde Trèves met Cunault tot de gemeente Trèves-Cunault, die op 1 januari 1973 opging in de gemeente Chênehutte-Trèves-Cunault.
Chênehutte · Cunault · Gennes · Grézillé · Les Rosiers-sur-Loire · Saint-Martin-de-la-Place · Le Thoureil · Trèves · Les Tuffeaux

Voormalige gemeenten: Chênehutte-les-Tuffeaux · Trèves-Cunault